# Tarik El Jarmouni
Tarik El Jarmouni (Mohammedia, 30 december 1977) is een Marokkaans voetballer (doelman).